# Grand hermite
Pour les articles homonymes, voir Hermite.
Ne doit pas être confondu avec Hermite (papillon).
Chazara prieuri
Espèce
Le Grand hermite (Chazara prieuri) est un lépidoptère appartenant à la famille des Nymphalidae à la sous-famille des Satyrinae et au genre  Chazara.

## Dénomination
Il a été nommé Chazara prieuri par Alexandre Pierret en 1837.
Synonymes : Satyrus prieuri Pierret, 1837; Hipparchia prieuri ; [Otakar Kudrna].

### Noms vernaculaires
Le Grand hermite se nomme Southern Hermit en anglais et Beréber en espagnol.

## Sous-espèce
Chazara prieuri kebira (Wyatt, 1952) ; à Tizi-Taghzeft, dans le Moyen Atlas marocain.

## Description
Le Grand hermite est de couleur marron à marron clair dans la partie basale, largement rayé d'une bande blanche submarginale, deux (trois chez la femelle) ocelles noirs dont un à l'apex des antérieures le second en partie médiane de la bande blanche des antérieures.
Le revers des antérieures est blanc ou ocre taché et bordé de marron, les postérieures, marbrées de marron et de blanc marquées de nervures claires bien visibles.

## Biologie

### Période de vol et hivernation
Le Grand hermite vole en une longue génération de fin mai à septembre en Afrique du Nord, juillet août en Espagne.

### Plantes hôtes
La plante hôte de ses chenilles est Lygeum spartum mais elles acceptent Festuca ovinaet  Poa annua,.

## Écologie et distribution
Le Grand hermite est présent en Afrique du Nord et en Espagne sous forme de petits isolats. Au Maroc du sud d'Ifrane dans le Moyen Atlas central tabulaire, jusqu’au Djebel Ayachi, dans le Haut Atlas oriental, en  Algérie à Beni-Ounif en région sub-saharienne. En Espagne il réside principalement dans les provinces de Grenade, Terruel, Alicante et à Majorque,,.

### Biotope
Il réside dans des lieux secs rocheux broussailleux.

### Protection
Considéré comme en danger au Maroc.